# Papel de arroz

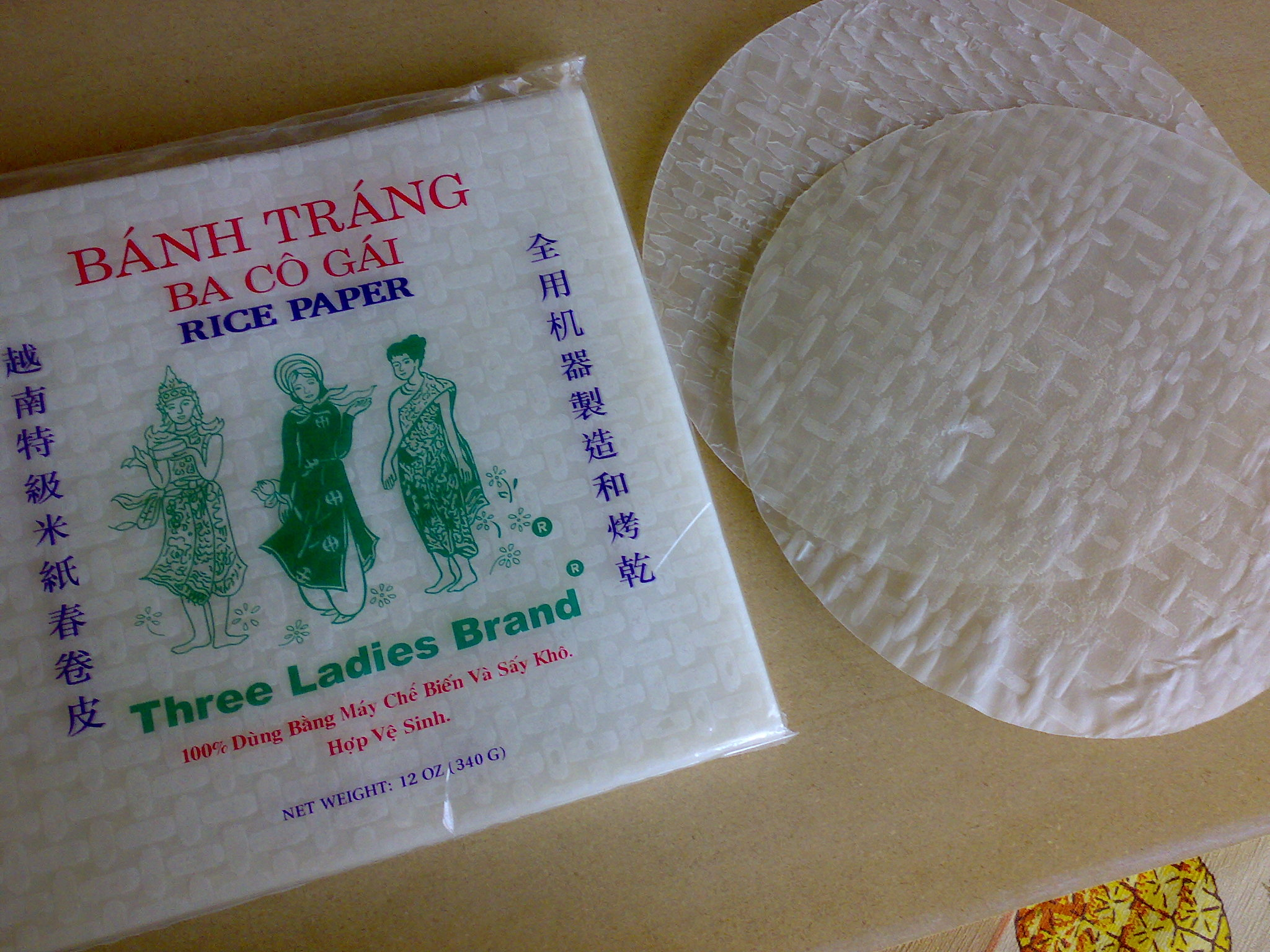
Papel de arroz en distintas presentaciones.

Papel de arroz es un término usado para referirse al papel hecho con partes de la planta del arroz, como la paja de arroz o la harina de arroz. Sin embargo, el término se aplica al papel hecho con otras plantas, o que contiene otras plantas, como cáñamo, bambú y morera.

## Origen y proceso de fabricación
En Europa, alrededor de los 1900, una sustancia parecida al papel fue originalmente conocida como papel de arroz debido a la errada noción de que estaba fabricado a partir de partes del arroz. De hecho, esta sustancia, consistía de la médula de un pequeño árbol Tetrapanax papyrifer, la planta de papel de arroz (endémico de Taiwán, pero también es cultivado ampliamente en el Este de Asia). Dicha planta crecía en los pantanos boscosos de Taiwán, y también es cultivada como planta ornamental. Para producir el papel, las ramas se hierven y se limpian de la corteza. El núcleo cilíndrico de la médula se hace rodar en una superficie dura y plana y contra un cuchillo, el cual lo corta en hojas pequeñas de una fina textura parecida al marfil.

## Usos
Teñido en varios colores, este papel es usado para la preparación de flores artificiales, mientras que las hojas blancas, sin teñir, son usadas para dibujos con acuarela. Debido a su textura, este papel no es conveniente para escribir.
- Datos: Q1066536
- Multimedia: Rice paper / Q1066536